# Klaus Rehder (Politiker)
Klaus Rehder (* 12. Juli 1943 in Schwerin) ist ein deutscher Politiker (SPD).
Nach seinem Abitur studierte Rehder Geschichte und Romanistik in München und erwarb das Staatsexamen. Von 1974 bis 1994 und wiederum von 1999 bis zu seiner Pensionierung war er als verbeamteter Lehrer für Geschichte, Sozialkunde und Französisch am Gymnasium Donauwörth tätig. 1975 wurde er beamtenpolitischer Sprecher des Kreisvorstandes des DGB Donauwörth/Lauingen.
Rehder trat 1979 in die SPD ein, bei der er Pressesprecher, Geschäftsführer und stellvertretender Unterbezirksvorsitzender war sowie dem Landesparteirat und dem Arbeitskreis Europa angehörte. 1989 wurde er Vorsitzender des Arbeitskreises Europa-Nordschwaben und Mitglied der Europa-Union, er war außerdem Vizepräsident der Europäischen Bewegung Bayern. Von 1994 bis 1999 gehörte er dem Europäischen Parlament an. Dort saß er im Ausschuss für Landwirtschaft und ländliche Entwicklung, im Verkehrsausschuss und in der Delegation des Gemischten Parlamentarischen Ausschusses EU-Tschechien.
1996 kritisierte Rehder die Kundenpolitik der Deutschen Bahn AG scharf und gab öffentlich seine Bahncard zurück.